# Matolay Elek
Zolnai és nagyszalatnyai Matolay Elek (Sátoraljaújhely, 1836. június 23. – Budapest, 1883. április 9.) ügyvéd, a magyarországi tornászat, az iskolai testnevelés egyik úttörője. Az első nyilvános hazai tornacsarnok, a Pesti Tornaegylet egyik megalapítója és az ebből alakult Nemzeti Torna Egylet elnöke, a Tornatanítók Országos Egyletének egyik megszervezője, a Nemzeti Tornacsarnok felépíttetője, a tornatanárképző tanfolyamok és a Tornaügy című folyóirat megindítója.

## Életpályája
Apja Matolay Gábor ügyvéd volt. Iskoláit Sátoraljaújhelyen, Kassán és Pesten végezte, utóbbi helyen 1860-ban megnyerte az ügyvédi oklevelet. Gyakran megfordult Clair Ignác testgyakorló iskolájában, itt ismerkedett meg a tornaegyleti mozgalom két vezetőjével, Bakody Tivadar és Szontagh Ábrahám orvosokkal, akikkel közösen 1863-ban megalapította Magyarország első nyilvános tornacsarnokát. 1866-ban egyik alapítója volt a Pesti Torna Egyletnek (később Nemzeti Torna Egylet). 1867-ben Pest városának képviselőtestülete tagjává választotta, tűzoltói és közrendészeti kérdésekben sokszor felszólalt. Működésének súlypontja 1868-tól kezdve kora haláláig az ifjúság testi nevelésének helyes alapra való fektetése volt, több tornaügyi cikkét közölte az Egyetértés és a Nemzeti Hírlap. 1869-ben megválasztották a Nemzeti Torna Egylet elnökévé, és még ugyanazon évben Bokelberg Ernővel nagyobb útra indult Németországba a testi nevelésnek és a tűzoltási intézménynek tanulmányozása céljából. Útjának eredményét a hírlapokban útilevelek alakjában közölte, 1871-ben pedig Tornazsebkönyv c. művében tette közzé és ugyanazon művéhez függelékként tornaműszótárt is csatolt. Ugyanakkor Széchenyi Ödön gróffal, Follmann Lajossal stb. egyetértőleg arra törekedett, hogy a külföldön szerzett tapasztalatok alapján Pest városa számára egy minden tekintetben megfelelő tűzoltóintézményt teremtsen. A társak fáradozását teljes siker koronázta. A nemzeti tornaegylet bérelt helyiségéből kiszorulván, az ő lankadatlan buzgalma Pest város hatóságának hathatós segítségével új fényes csarnokot emelt a testi nevelés számára, mely 1871-ben meg is nyílt. Hogy a testi nevelés iránti érdeklődést felkeltse és folyton ébren tartsa, 1871-ben kieszközölte azt, hogy a kormány a tornatanítók képzését és az állami érvényű oklevelek kiadásának jogát a Nemzeti Torna Egyletre ruházta. A tornatanítói tanfolyamokon rendes előadóként működött és A tornázás története, elmélete stb. művében ő adta az első biztos vezérfonalat a magyar tornatanítók kezébe. Létrehozta 1881-ben a Magyarországi Tornatanítók Egyesületét, elkészítette előmunkálatait a Magyarországi Tornaegyesületek Szövetségének. 1883-ban útjára indította a Tornaügy című szakfolyóiratot, állandó előadóként szerepelt a tornatanítóképző tanfolyamon. 

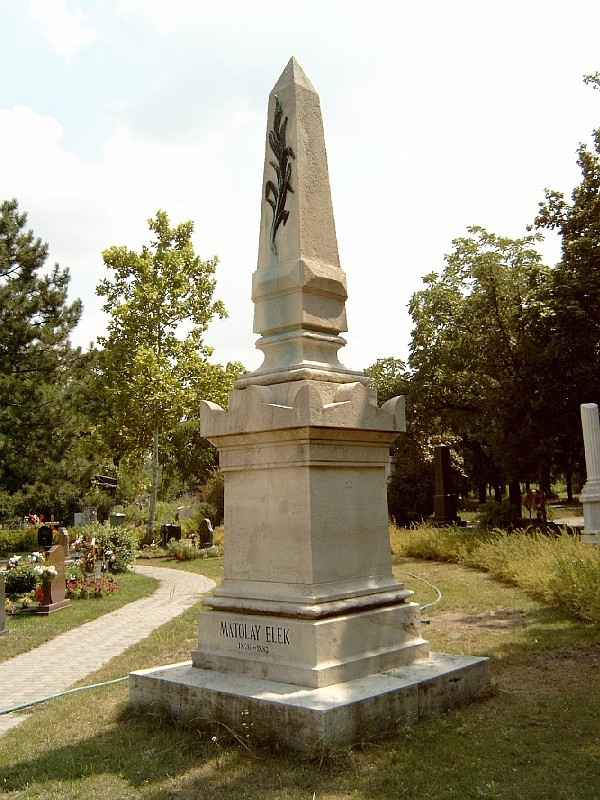
Matolay Elek sírja a Kerepesi úti temetőben

## Emlékezete
A Fiumei úti sírkertben a tornaegylet díszes síremléket állíttatott neki, amelyen Matolay dombormívű arcképe látható.
A Magyar Testnevelő Tanárok Országos Egyesülete a kimagasló testnevelő tanári munkásságért járó Matolay Elek Életműdíjat alapított.

## Fontosabb művei
- Tornazsebkönyv (Pest, 1869)
- A tornázás története (Bp., 1876)